# Sega Worldwide Soccer '97
Sega Worldwide Soccer '97, även känt som Worldwide Soccer till PC och Victory Goal Worldwide Edition i Japan) är ett fotbollsspel utvecklat av Sega och utgivet till Sega Saturn 1996. Spelet är efterträdare till Victory Goal och följdes av spel som Sega Worldwide Soccer '98, Sega Worldwide Soccer 2000 och Sega Worldwide Soccer 2000 Euro Edition. 

### Fotnoter
1. ↑  ”Game Review: SEGA Worldwide Soccer '97” (på engelska). Sega Saturn. Arkiverad från originalet den 24 september 2015. https://web.archive.org/web/20150924100049/http://www.segasaturn.co.uk/games/pal/S/segasoccer97/index.html. Läst 8 maj 2014.